# Nowonikołajewka (rejon azowski)
Nowonikołajewka (ros. Новониколаевка) – wieś w Rosji, w obwodzie rostowskim, w rejonie azowskim. W 2010 liczyła 981 mieszkańców.

## Urodzeni
- Grigorij Zawgorodny – radziecki wojskowy.
- Fiodor Szynkarienko – radziecki wojskowy.